# Danielle Brooks
Pour les articles homonymes, voir Brooks.
Danielle Brooks, née le 17 septembre 1989 à Augusta, en Géorgie, est une actrice américaine.
Elle se fait connaître du grand public pour son rôle de Tasha « Taystee » Jefferson dans la série Orange Is the New Black (2013-2019).
En 2022, elle présente l'émission de rénovation Opération Rénovation (Instant Dream Home) sur Netflix.

## Biographie

### Jeunesse et formation
Danielle Brooks est née le 17 septembre 1989, à Augusta, Géorgie. Son père est diacre et sa mère pasteur. Elle est diplômée de la promotion 2011 de la Juilliard School, section Art dramatique, c'est d'ailleurs durant ses études qu'elle rencontre l'actrice Samira Wiley qui devient alors sa meilleure amie.

### Carrière

Logo original de la série télévisée Orange Is the New Black.

Quelques mois plus tard, elle commence le tournage du rôle qui la rendra célèbre, Taystee dans Orange Is the New Black, dès la première saison.
Orange Is the New Black est l'une des deux premières séries produites par Netflix avec House of Cards, elle rencontre un succès important, elle est l'une des séries les plus plébiscitées par le public et la critique de ces dernières années. Elle a, par exemple, remporté des prix lors de la cérémonie des Screen Actors Guild Awards et lors des Emmy Awards (l'équivalent des Oscars pour la télévision). La série est considérée comme un show peu conventionnel qui libère les clichés sur les femmes et l'univers carcéral.
Grâce à cette série, Danielle Brooks remporte le prix de la révélation féminine de l'année, remis par les Young Hollywood Awards. Elle profite aussi de ce succès pour faire ses débuts au cinéma et joue les seconds rôles dans des longs métrages comme le drame Time Out of Mind porté par Richard Gere ou la comédie indépendante I Dream Too Much avec Diane Ladd.
Entre deux saisons, elle joue également les guest-star dans quelques séries télévisées telles que Girls, Master of None et prête sa voix pour les besoins de séries destinées à un jeune public (Raiponce, la série, Elena d'Avalor). 
Elle fait aussi ses débuts à Broadway dans le rôle de Sofia pour la reprise de la comédie musicale The Color Purple., ce qui lui permet de remporter le Theatre World Awards de la meilleure actrice ainsi qu'une nomination pour le prestigieux Tony Awards de la meilleure actrice dans un second rôle dans une comédie musicale.  
En 2019, elle est annoncée au casting du film carcéral Clemency, présenté au Festival du film de Sundance aux côtés d'Alfre Woodard et rejoint Anna Kendrick pour la comédie The Day Shall Come de Chris Morris. La même année, elle commercialise un single R&B intitulé Black Woman et la plateforme Netflix distribue la septième et dernière saison d'Orange Is the New Black qui connaît un large succès.
En 2022, elle présente l'émission de rénovation "opération renovation" sur la plateforme Netflix.

### Vie privée
En juillet 2019, elle annonce être enceinte de cinq mois. Elle donne naissance à une fille, Freeya Carel Gellin le 16 novembre 2019.

## Filmographie

### Cinéma

#### Courts métrages
- 2015 : Phenomenal Woman, a Short Film d'Elizabeth Masucci : La femme
- 2016 : Lasso & Comet d'Ivan Dixon et Greg Sharp : Comet (voix)

#### Longs métrages
- 2014 : Time Out of Mind d'Oren Moverman : Réceptionniste
- 2015 : I Dream Too Much de Katie Cokinos : Abbey
- 2016 : Angry Birds, le film de Clay Kaytis et Fergal Reilly : Olive Blue (voix)
- 2018 : Sadie de Megan Griffiths : Carla
- 2019 : Clemency de Chinonye Chukwu : Evette
- 2019 : The Day Shall Come de Chris Morris : Venus
- 2019 : All the Little Things We Kill d'Adam Neutzsky-Wulff : Claire Soto
- 2020 : Eat Wheaties! de Scott Abramovitch
- 2023 : La Couleur pourpre de Blitz Bazawule : Sofia
- 2025 : Minecraft de Jared Hess
- 2025 : Les Bad Guys 2 (The Bad Guys 2) de Pierre Perifel : Kitty Kat (voix)

### Télévision
- 2022 :"opération renovation" : Présentatrice et chef d'équipe

#### Téléfilms
- 2012 : Modern Love d'Alan Poul (en) : Raimy

#### Séries télévisées
- 2013-2019 : Orange Is the New Black : Tasha Jefferson dite Taystee (89 épisodes)
- 2014 : Girls : Laura (1 épisode)
- 2015-2017 : Master of None : Shannon (3 épisodes)
- 2017 : Raiponce, la série : Ruth (voix, 1 épisode)
- 2017 : Last Week Tonight with John Oliver : Tasha Jefferson (1 épisode)
- 2018 : High Maintenance : Regine (1 épisode)
- 2018 : Elena d'Avalor : Charica (voix, 1 épisode)
- 2022 : Peacemaker : Leota Adebayo

## Discographie
- 2019 : Black Woman

## Théâtre
Sauf indication contraire ou complémentaire, les informations mentionnées dans cette section proviennent de la base de données IBDb.
- 2015 - 2017 : The Color Purple (comédie musicale) : Sofia
- 2019 : Ain't Too Proud (comme productrice exécutive)

## Distinctions
Sauf indication contraire ou complémentaire, les informations mentionnées dans cette section proviennent des bases de données IMDb et IBDb.

### Récompenses
- Young Hollywood Awards 2014 : révélation féminine de l'année
- Screen Actors Guild Awards 2015 : meilleure distribution pour une série télévisée comique dans Orange Is the New Black
- Screen Actors Guild Awards 2016 : meilleure distribution pour une série télévisée comique dans Orange Is the New Black
- Theatre World Awards 2016 : meilleure actrice pour The Color Purple
- Screen Actors Guild Awards 2017 : meilleure distribution pour une série télévisée comique dans Orange Is the New Black

### Nominations
- Gold Derby Awards 2014 : meilleure actrice dans un second rôle dans une série télévisée comique pour Orange Is the New Black
- Drama Desk Awards 2016 : meilleure actrice dans un second rôle dans une comédie musicale pour The Color Purple
- NAACP Image Awards 2016 : meilleure actrice dans un second rôle dans une série télévisée comique pour Orange Is the New Black
- Tony Awards 2016 : meilleure actrice dans un second rôle dans une comédie musicale pour The Color Purple
- Satellite Awards 2017 : meilleure actrice dans un second rôle dans une série télévisée, une mini-série ou un téléfilm pour Orange Is the New Black
- NAACP Image Awards 2018 : meilleure actrice dans un second rôle dans une série télévisée comique pour Orange Is the New Black
- Screen Actors Guild Awards 2018 : meilleure distribution pour une série télévisée comique dans Orange Is the New Black
- NAACP Image Awards 2019 : meilleure actrice dans une série télévisée comique pour Orange Is the New Black
- Golden Globes 2024 : Meilleure actrice dans un second rôle pour La Couleur pourpre
- Oscars 2024 : Meilleure actrice dans un second rôle pour La Couleur pourpre